# Dysschema joiceyi
Dysschema joiceyi là một loài bướm đêm thuộc phân họ Arctiinae, họ Erebidae.